# Fondsklasse
Eine Fondsklasse ist eine Unterteilung eines Investmentfonds in verschiedene Segmente.
An die Fondsklasse kann jeweils eine unterschiedliche Kosten- und Gebührenstruktur gekoppelt sein oder sich die Anlagestruktur teilweise unterscheiden. Durch diese Unterteilung entstehen quasi verschiedene „Versionen“ eines Fonds, die es vielen Anlegern zusätzlich erschweren, die genauen Vor- und Nachteile der Fonds auf den ersten Blick zu erkennen.

## Gründe
Gründe für die Unterteilung der Fonds sind zum einen Wünsche der Investmentgesellschaften, den verschiedenen Kunden (private Anleger, Geschäftskunden, institutionelle Anleger etc.) verschiedene Investitionsmöglichkeiten anbieten zu können, z. B. in Bezug auf Mindestzeichnungssumme oder Stückelung.
Zum anderen kann auch das Verlangen der Investoren nach verschieden designten Fondsmodellen (z. B. thesaurierende Fonds und ausschüttende Fonds) ausschlaggebend sein, im Übrigen aber weitgehend unabhängig voneinander vertrieben.

## Kennzeichnung
Die Bezeichnungen der verschiedenen Fondsklassen sind nicht eindeutig festgelegt, sondern variieren zum Teil nicht unerheblich je nach Investmentgesellschaft. Sie sind meist durch unterschiedliche Buchstaben gekennzeichnet. So gibt es zum Beispiel bei der Deutsche-Bank-Tochter DWS Investments die Klassen I und A, die in Aktien investieren sowie die Klasse R, die aus festverzinslichen Papieren (Rentenpapiere) besteht.
Bei anderen Investmentgesellschaften wie z. B. bei HSBC Investments steht der Buchstabe I hingegen für institutionelle Anleger.
Klassen mit unterschiedlichem Ausschüttungsverhalten werden häufig durch Zusätze wie dist. (distributing – ausschüttend) und acc. (accumulating – thesaurierend) gekennzeichnet.